# ماركوس إيكينبرغ
ماركوس إيكينبرغ (بالسويدية: Marcus Ekenberg)‏ (16 يونيو 1980 بالسويد - ) هو لاعب كرة قدم سويدي في مركز الهجوم. شارك مع منتخب السويد تحت 21 سنة لكرة القدم. أما مع النوادي، فقد لعب مع نادي هلسينغبورغ وMjällby AIF ‏.

## وصلات خارجية
- ماركوس إيكينبرغ على موقع اتحاد السويد (السويدية)
- ماركوس إيكينبرغ على موقع قاعدة بيانات كرة القدم.إي يو (الإنجليزية)
- ماركوس إيكينبرغ على موقع Soccerway.com (الإنجليزية)
- ماركوس إيكينبرغ على موقع عالم كرة القدم.نت (الإنجليزية)